# Джихахора
Джихахора (или Зихахореос; груз. ჯიხახორა) — историческое укрепление, упоминаемое в письме Анастасия, переданном Феодосием Гангрским. На греческом языке объект упоминается как «греч. Ζιχαχώρεως» (Zichachoreos), а в латинских текстах — как лат. Zichachorium.

## Этимология
Термин «Джихахора» состоит из двух компонентов: «джиха», что на мегрельском языке означает «крепость», и «хора», которое в греческом языке переводится как «земля» или «укреплённая территория».

## Географическое положение
Согласно историческим источникам, Джихахора находилась в области Апсилии, которая занимала значительную часть современной Абхазии. Большая часть нынешней Абхазии, включая Апсилию и Мисиминию (Кодорское ущелье), находилась в составе Лазики. Источники указывают, что укрепление располагалось на расстоянии пяти симиях от деревни Мокви и считалась одной из ключевых резиденций патрикия Лазики.
На основании анализа письменных и топонимических данных предполагается, что укрепление находилось на территории современного Очамчирского или Гульрипшского районов Абхазии. По одной из версий, Джихахора связана с современным селом Джахашкар (абх. Џаҳашқьар), расположенным на южной окраине села Цебельда.

## Связанные топонимы
Название Джихахора связано с другими подобными топонимами, такими как: Джиханджири в Гурии, а также деревни Джиха, Джихаиши и Наджихеви, расположенные в областях Мегрелии и Имеретии.